# Brook-Umlagerung
Die Brook-Umlagerung ist eine Namensreaktion aus dem Bereich der organischen Chemie und wurde das erste Mal 1958 von Adrian Gibbs Brook (1924–2013) beobachtet. Bei der Reaktion findet eine intramolekulare Wanderung einer Silylgruppe von einem Kohlenstoffatom zu einem Sauerstoffatom statt.

## Übersichtsreaktion
Die Brook-Umlagerung wird in basischer, wässriger Lösung ausgeführt.
Die blau eingezeichnete Silyl-Gruppe lagert sich vom C-Atom zum Sauerstoffatom um. Die Reste an der Sylilgruppe stehen für Alkylgruppen und sind identisch. Die Reste am C-Atom können für Alkylgruppen oder Wasserstoff stehen und können verschieden sein. Als Basen kommen primäre und sekundäre Amine, Natronlauge oder Natriumhydrid zum Einsatz.

## Möglicher Mechanismus
Der folgende Mechanismus der Brook-Umlagerung wird am Beispiel von Trimethylsilylmethanol erklärt. Die Methylreste der Silylgruppe werden mit Me abgekürzt.

Mechanismus am Beispiel von Trimethylsilylmethanol

Die Base greift das Wasserstoffatom der Hydroxygruppe des Trimethylsilylmethanols (1) an und deprotoniert diese. Danach greift das freie Elektron des Alkoholats 2 die Trimethylsilylgruppe an, sodass die stabilere Trimethysiliciumoxid-Verbindung 3 entsteht. Durch anschließende Aufarbeitung mit Wasser bildet sich das Methoxytrimethylsilan (4).

## Anwendung
Die Reaktion findet hauptsächlich Anwendung in der Vorbereitung von dimeren Aminosäurederivaten.